# Adel Zaky
Adel Zaky OFM (arabisch عادل زكي, DMG ʿĀdil Zakiyy; * 1. Dezember 1947 in Luxor; † 21. Juli 2019) war ein ägyptischer Ordensgeistlicher und Apostolischer Vikar von Alexandria in Ägypten.

## Leben
Adel Zaky trat der Ordensgemeinschaft der Franziskaner bei, legte die Profess am 10. September 1972 ab und empfing am 24. September 1972  die Priesterweihe.
Papst Benedikt XVI. ernannte ihn am 1. September 2009 zum Apostolischen Vikar von Alexandria in Ägypten und Titularbischof von Flumenzer. Die Bischofsweihe spendete ihm der Apostolische Nuntius in Ägypten, Michael Louis Fitzgerald MAfr, am 31. Oktober desselben Jahres; Mitkonsekratoren waren Marco Dino Brogi OFM, Konsultor des Staatssekretariates – Sektion für die Beziehungen mit den Staaten, und Giovanni Innocenzo Martinelli OFM, Apostolischer Vikar von Tripolis.